# Монська Ольга Іванівна
Ольга Іванівна Монська (уроджена Соломноська; нар. 1875, Київ — пом. 1925, Франція) — українська оперна співачка (лірико-колоратурне сопрано).

## Біографічні відомості
Навчалася співу в Києві приватно. У 1912—1924 роках — артистка Київської опери. Також виступала на оперних сценах Петербурга (з 1909), Харкова (1910—1911), Одеси (1911/12, антреприза М. Ф. Багрова; 1913, 1923—1925), Тбілісі, Ташкента (1925).
Мала голос широкого діапазону, рухливий, з першокласною вокальною технікою, проте деякі критики відзначали слабку звучність середнього регістру. Найкращими вважають партії Розіни («Севільський цирульник» Дж. Россіні), Віолетти («Травіата» Дж. Верді), Джильди («Ріголетто» Дж. Верді), Лакме («Лакме» Л. Деліба).
В концертах виконувала твори М. Лисенка і народі пісні. В Києві на грамплатівки було записано шість творів у виконанні Ольги Монської («Артистотипія», 1913 і «Екстрафон»).
З 1925 року жила в Парижі, де виступала у складі «Російської опери».